# اعتبار دامنه
اعتبار دامنه (به انگلیسی: Domain Authority) یک وب‌سایت توصیف‌کنندهٔ میزان ارتباط محتوای یک وب‌سایت با یک موضوع یا یک صنعت است؛ نام دیگر اعتبار دامنه، تفکر رهبری (thought leadership) است. ارتباط محتوای سایت می‌تواند تأثیر مستقیم در رتبهٔ آن در نظر موتورهای جستجو داشته باشد. چون این موتورها با کمک الگوهای ویژه‌ای به ارزیابی اعتبار دامنهٔ سایت‌ها می‌پردازند. این مفهوم باعث شده تا صنعتی به نام هرزآگهی در جهان پدید آید؛ افراد در این صنعت تلاش می‌کنند اعتبار دامنه‌ها را به روش‌های گوناگون بالا برند تا سایت‌ها در بالای فهرست موتورهای جستجو جای گیرند.
اعتبار دامنه می‌تواند عددی بین صفر تا ۱۰۰ باشد که هر چقدر این عدد بزرگ‌تر باشد، به معنای داشتن قدرت دامنه بیشتری است. این اعتبار توسط سایت MOZ ارائه می‌شود که طبق الگوریتم‌ها و فاکتورهای گوگل اندازه‌گیری می‌شود.

## سنجش
با چهار پیمانه، اعتبار دامنه سنجیده می‌شود:
1. میزان اعتبار و پذیرش عمومی نویسنده‌های آن وب‌سایت در نظر دیگران
2. کیفیت اطلاعات ارائه شده
3. اطلاعات و مرکزیت وب‌سایت در موضوع
4. جایگاه وب‌سایت در رقابت با سایت‌های مشابه

## نحوه بررسی اعتبار دامنه
اگرچه این معیار به طور اختصاصی توسط شرکت moz توسعه یافته است، برای مشاهده و بررسی اعتبار دامنه ابزارهای مختلفی وجود دارد. ابزارهای مختلف امکانات مختلفی را نیز در اختیار شما قرار می دهند برای مثال مشاهده تعداد بک لینک‌ها و یا تعداد کلمات کلیدی که در نتایج جستجو جایگاه دارند. برخی از مطرح‌ترین ابزارهای بررسی Domain Authority عبارتند از:
- Moz link explor
- Tools seo review
- Ahrefs
- Semrush

درباره اینکه چه امتیازی نشان دهنده اعتبار دامنه خوب است، باید گفت که امتیاز 40 تا 60 خوب و متوسط و امتیاز 70 عالی در نظر گرفته می‌شود.

## عوامل مؤثر بر افزایش اعتبار دامنه
یکی از اصلی‌ترین عوامل در افزایش اعتبار دامنه، دریافت بک‌لینک از منابع معتبر است. زمانی که سایت شما از سایت‌های باکیفیت و مرتبط لینک دریافت کند، موتورهای جستجو ارزش بیشتری برای آن قائل خواهند شد.

## چک کردن domain authority سایت
بهترین ابزار برای چک کردن اعتبار دامنه link explorer است که متعلق به شرکت moz است. برای استفاده از این ابزار باید در سایت moz ثبت نام انجام دهید. یک راه دیگر برای چک کردن اتوریتی دامنه این است که تولبار ماز رانصب کنید. این تولبار بر روی مرورگر نصب می‌شود. تولبار moz ابزار بسیار کاربردی است اما برای استفاده از آن باید ابتدا در سایت moz ثبت نام بکنید.
برای استفاده سریع و بدون ثبت نام با استفاده از این ابزار چک کردن اتوریتی دامنه می‌توانید به صورت آنلاین domain authority خود را چک کنید. همچنین این سایت امکانات دیگری را نیز به شما خواهد داد.
یکی از فاکتورهای مهم در افزایش اعتبار سایت؛ قدیمی بودن دامنه است که به صورت اتوماتیک اعمال می‌شود.

## دلیل اهمیت دامین اتوریتی چیست؟
این سوال مهمی است که باید بدانیم که چرا اصلا باید این سنجه را محاسبه کنیم و باید برای ما اهمیت داشته باشد. دلایل زیر را بخوانید.
1. با کمک DA می توانیم از پیشرفت مان در زمینه سئو و بهینه سازی سایت، باخبر شویم.
2. با کمک DA, PA می توانیم به مقایسه خودمان با سایت رقبا بپردازیم و انگیزه بگیریم.
3. می توانیم با بررسی اعتبار دامین های موجود در یک حوزه بیزینسی، میزان رقابت را در آن مشخص کنیم.[۷]

## نکات پایانی
1. افزایش Domain Authority مانند افزایش سئو سایت، نیاز به صبر دارد و باید طولانی مدت روی آن کار نمود.
2. ابزار MOZ چیزی حدود ۴۰ آیتم را بررسی می کند.
3. گوگل برای افزایش رنک به ۲۰۰ فاکتور اهمیت می دهد.
4. افزایش DA در اوایل کار راحت است اما رسیدن به رتبه بالاتر خیلی سخت است.
5. DA بالا نشان دهنده معتبر بودن یک سایت نمی باشد. زیرا که جریمه شدن، از اعتبار آن نمی کاهد.[۸]